# Bodiam
Bodiam – wieś w Anglii, w hrabstwie East Sussex, w dystrykcie Rother. W 2007 miejscowość liczyła 391 mieszkańców.